# آلسيندو ساتورو
آلسيندو ساتورو (بالبرتغالية: Alcindo Sartori‏) (21 أكتوبر 1967 في البرازيل – )؛ هو لاعب كرة قدم سابق كان يلعب كمهاجم.

## وصلات خارجية
- آلسيندو ساتورو على موقع الاتحاد الدولي (مؤرشف)  (الإنجليزية)
- آلسيندو ساتورو على موقع رابطة كرة القدم اليابانية للمحترفين (اليابانية)
- آلسيندو ساتورو على موقع قاعدة بيانات كرة القدم.إي يو (الإنجليزية)
- آلسيندو ساتورو على موقع Soccerway.com (الإنجليزية)
- آلسيندو ساتورو على موقع عالم كرة القدم.نت (الإنجليزية)